# Michael Brockers
Michael Seth Brockers (geboren am 21. Dezember 1990 in Houston, Texas) ist ein ehemaliger US-amerikanischer American-Football-Spieler in der National Football League (NFL) auf der Position des Defensive Tackles. Er spielte College Football für die Louisiana State University und war in der NFL von 2012 bis 2020 für St. Louis / Los Angeles Rams sowie von 2021 bis 2022 für die Detroit Lions aktiv.

## College
Brockers besuchte die César E. Chávez High School in seiner Heimatstadt Houston, Texas, und ging ab 2009 auf die Louisiana State University, wo er College Football für die LSU Tigers spielte. Nach einem Redshirtjahr kam er in der Saison 2010 in allen 13 Spielen zum Einsatz. Brockers war 2011 Stammspieler und erreichte mit den Tigers das BCS National Championship Game, das man gegen die Alabama Crimson Tide verlor. Er bestritt 27 Spiele für die LSU Tigers, davon 15 als Starter. Dabei setzte er 79 Tackles, davon 11 für Raumverlust, und zwei Sacks. Nach der Saison 2011 meldete Brockers sich für den NFL Draft an.

## NFL
Brockers wurde im NFL Draft 2012 an 14. Stelle von den St. Louis Rams ausgewählt. Im letzten Spiel der Preseason 2012 zog er sich eine Knöchelverletzung zu, wegen der er die ersten drei Partien der regulären Saison verpasste und sein NFL-Debüt erst am vierten Spieltag gab. Brockers war bei den Rams von Beginn an Stammspieler und spielte vor allem in der Laufverteidigung eine wichtige Rolle. Im April 2015 zogen die Rams die Option für das fünfte Jahr von Brockers′ Rookie-Vertrag. Zur Saison 2015 zogen die Rams von St. Louis in den Großraum Los Angeles um und spielen seitdem als Los Angeles Rams. Am 15. September 2016 unterschrieb er eine Vertragsverlängerung um drei Jahre im Wert von bis zu 33 Millionen US-Dollar. In der Saison 2018 erreichte Brockers mit den Rams den Super Bowl LIII, den sie mit 3:13 gegen die New England Patriots verloren.
Im März 2020 einigte Brockers sich zunächst mit den Baltimore Ravens auf einen Dreijahresvertrag im Wert von 30 Millionen US-Dollar, jedoch scheiterte der Deal aufgrund von Bedenken bezüglich seiner körperlichen Verfassung. Daraufhin kehrte Brockers zu den Rams zurück und unterschrieb für drei Jahre in Los Angeles.
Am 17. März 2021 gaben die Rams Brockers im Austausch gegen einen Siebtrundenpick 2023 per Trade an die Detroit Lions ab. Anschließend unterschrieb Brockers in Detroit einen neuen Dreijahresvertrag über 24 Millionen US-Dollar. In der Saison 2022 wurde Brockers in elf der letzten zwölf Spiele nicht in den Spieltagskader berufen. Am 24. Februar 2023 wurde er von den Lions entlassen.
Im Mai 2024 gab Brockers sein Karriereende bekannt.

### NFL-Statistiken
| Saison                             | Saison | Spiele | Spiele      | Tackles | Tackles | Tackles | Tackles | Interceptions | Interceptions | Interceptions | Interceptions | Interceptions | Fumbles | Fumbles | Fumbles |
| Jahr                               | Team   | Spiele | als Starter | Gesamt  | Solo    | Ast     | Sacks   | PD            | INT           | Yds           | Lng           | TD            | FF      | FR      | TD      |
| ---------------------------------- | ------ | ------ | ----------- | ------- | ------- | ------- | ------- | ------------- | ------------- | ------------- | ------------- | ------------- | ------- | ------- | ------- |
| 2012                               | STL    | 13     | 12          | 31      | 20      | 11      | 4,0     | 1             | 0             | 0             | 0             | 0             | 1       | 0       | 0       |
| 2013                               | STL    | 16     | 16          | 46      | 38      | 8       | 5,5     | 0             | 0             | 0             | 0             | 0             | 1       | 0       | 0       |
| 2014                               | STL    | 16     | 16          | 32      | 24      | 8       | 2,0     | 1             | 0             | 0             | 0             | 0             | 0       | 1       | 0       |
| 2015                               | STL    | 16     | 16          | 44      | 27      | 17      | 3,0     | 0             | 0             | 0             | 0             | 0             | 0       | 0       | 0       |
| 2016                               | LAR    | 14     | 14          | 19      | 14      | 5       | 0,0     | 2             | 0             | 0             | 0             | 0             | 0       | 0       | 0       |
| 2017                               | LAR    | 16     | 15          | 55      | 39      | 16      | 4,5     | 4             | 0             | 0             | 0             | 0             | 0       | 0       | 0       |
| 2018                               | LAR    | 16     | 16          | 54      | 33      | 21      | 1,0     | 0             | 0             | 0             | 0             | 0             | 0       | 0       | 0       |
| 2019                               | LAR    | 16     | 16          | 63      | 34      | 29      | 3,0     | 1             | 0             | 0             | 0             | 0             | 0       | 0       | 0       |
| 2020                               | LAR    | 15     | 15          | 51      | 21      | 30      | 5,0     | 0             | 0             | 0             | 0             | 0             | 0       | 0       | 0       |
| 2021                               | DET    | 16     | 16          | 52      | 23      | 29      | 1,0     | 0             | 0             | 0             | 0             | 0             | 0       | 0       | 0       |
| 2022                               | DET    | 6      | 5           | 4       | 1       | 3       | 0,0     | 1             | 0             | 0             | 0             | 0             | 0       | 0       | 0       |
| Gesamt                             | Gesamt | 160    | 157         | 451     | 274     | 177     | 29,0    | 10            | 9             | 0             | 0             | 0             | 2       | 1       | 0       |
| Quelle: pro-football-reference.com |        |        |             |         |         |         |         |               |               |               |               |               |         |         |         |